# La Double Méprise
La Double Méprise est une longue nouvelle de Prosper Mérimée, publiée en septembre 1833. 

## Historique
À propos de cette œuvre, Mérimée écrira : « C'est un de mes péchés, fait pour gagner de l'argent, lequel fut offert à quelqu'un qui ne valait pas grand-chose ». Mais il faut entendre par « péché », un divertissement, et par « gagner de l'argent » tout autre chose qu'un pécule « mal gagn[é] par un travail bâclé », d'autant que si l'auteur agit ici par calcul, il n'en récolta pas le fruit, puisque La Double Méprise n'eut guère de succès.

## Résumé
Julie de Chaveny a épousé pour son malheur un homme rustre et imbu de lui-même. Depuis les six premières années de sa pénible vie conjugale, elle a eu tout le temps de comprendre son infortune et elle s'est repliée, autant que possible, dans la solitude. Quand la brutalité de son mari lui devient encore trop odieuse, elle se drape dans sa fierté et attend patiemment sa vengeance.
Un jour, Darcy, un diplomate, est de retour de Constantinople et vient s'établir en France. Julie se souvient l'avoir autrefois distingué des autres jeunes gens, du temps qu'elle était jeune fille, et avoir ressenti quelque regret quand il avait dû partir au loin pour mener sa carrière.  En le revoyant, elle croit retrouver l'amour qu'il lui vouait.  Et comme il évoque avec délicatesse ce souvenir, elle lui confesse ses désillusions conjugales et tombe dans ses bras. Darcy reste surpris, croit la conquête de cette belle épouse trop facile, mais envisage de poursuivre cet adultère commode. Julie, qui caressait le rêve de refaire sa vie avec un homme qui partagerait un intense sentiment amoureux, est de nouveau déçue et, de surcroît, honteuse. Elle s'enfuit chercher refuge chez sa mère, mais elle meurt au cours du voyage, sans que Darcy ait compris son drame.